# Tony Dunne
Pour les articles homonymes, voir Dunne.
Anthony Peter Dunne dit Tony Dunne (né le 24 juillet 1941 à Dublin et mort le 8 juin 2020) est un footballeur irlandais.

## Carrière
Défenseur de Manchester United dans les années 1960, Tony Dunne a remporté une coupe d'Angleterre en 1963, deux titres de champion d'Angleterre en 1965 et 1967 et surtout une coupe d'Europe des clubs champions en 1968.
Il fut élu meilleur joueur irlandais de l'année en 1969. Il a porté le maillot de l'équipe d'Irlande à 33 reprises entre 1962 et 1975.
Il est ensuite devenu assistant-manager, notamment des Bolton Wanderers de 1979 à 1982.

## Palmarès
Avec Manchester United :
- Championnat :(2) 1964-1965 et  1966-1967
- FA Cup :(1) 1963
- Coupe d'Europe des clubs champions :(1) 1968

Avec Bolton Wanderers :
- Division 2 anglaise : 1977-1978

## Sources
- (en) Stephen McGarrigle, The Complete who's who of Irish international football : 1945-1996, Edimbourg, Mainstream Publishing, octobre 1996, 237 p. (ISBN 1-85158-894-9), p. 58-59